# St. Fridolin (Zell im Wiesental)

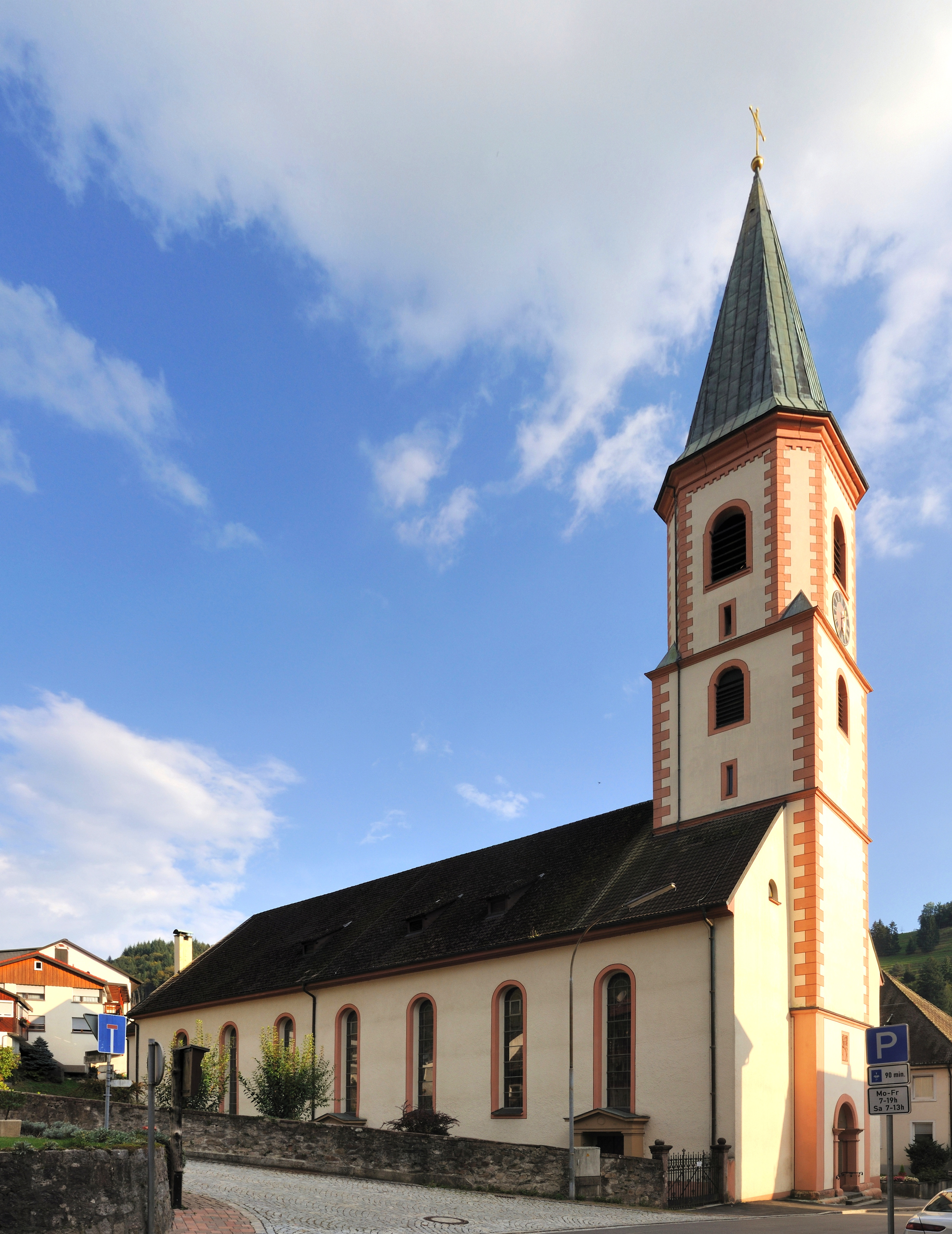
St. Fridolin von Norden

St. Fridolin ist eine römisch-katholische Kirche in Zell im Wiesental. Das in den 1820er Jahren fertiggestellte Gotteshaus mit klassizistischer Formensprache hat seinen urkundlich gesicherten Ursprung Anfang des 14. Jahrhunderts.

## Geschichte

### Vorgängerkirchen
Die Hochzeit der missionarischen Tätigkeit des vom heiligen Fridolin gegründeten Klosters Säckingen war um das Jahr 1000. Nach dem Chronisten Rottler könnte in dieser Zeit eine Niederlassung in Form einer kleinen Kapelle errichtet worden sein. Die urkundliche Erstnennung einer Kirche in Zell (ecclesia Cella) geht auf das Jahr 1324 zurück. Mit der Altarstiftung 1330 hängt wahrscheinlich eine Madonnenstatue aus Lindenholz zusammen. Die Statue, die räumlich dem Bodenseegebiet zugeordnet wird, wurde nach ihrer Restaurierung im 19. Jahrhundert auf den neuromanischen Hochaltar überführt, nach dessen Entfernung kam sie allerdings ins Pfarrhaus.
Im Jahr 1515 wurde der Turm neu erbaut, die Jahreszahl ist heute im unteren Geschoss der Turmhalle erhalten. Eine im Norden aufgestellte Kanzel hatte eine Krone und wurde von vier Gestalten getragen. Im Inneren befand sich eine Empore. 1629 wurde die neue Pfarrkirche durch den Konstanzer Weihbischof konsekriert. Fünf Jahre später fiel der Kirchturm brandschatzenden schwedischen Truppen zum Opfer. In den Jahren 1689 bis 1699 wurde dem Turmunterbau mit viereckigem Grundriss ein achteckiger aufgesetzt. 1710 baute man der Kirche ein neues Langhaus. Bereits 1738 stellte sich der Bau als ruinös und zu klein heraus. Nach einem Entwurf vom Architekten Johann Caspar Bagnato entstand in den Jahren 1739 bis 1740 eine neue Kirche ohne Chor, die erst am 8. Juli 1749 durch Bischof Franz Karl Graf von Fugger eingeweiht worden war. Nach einem verheerenden Stadtbrand am 23. Juli 1818 brannte die Kirche fast bis auf die Grundmauern nieder. Lediglich das Fundament und der untere Teil des Turmes mit der Jahreszahl 1540 blieben erhalten.

### Heutige Kirche
Im August 1818 legte der Baumeister Frischi aus St. Blasien Pläne für einen Neubau vor, die rasch umgesetzt wurden. Das 1820 fertiggestellte Langhaus, das größer ausfiel als im Vorgängerbau, wurde am 4. Oktober desselben Jahres geweiht. Der Glockenturm wurde erst 1823 fertiggestellt. Die Innenausstattung mit den Beichtstühlen und Sakristeischränken wurde durch den Stuckateur Jodok Friedrich Wilhelm in den Jahren 1824 bis 1827 ausgeführt. Im Zuge der Innenraumrenovierung 1883 bis 1885 ersetzte man den Hochaltar durch einen mit neuromanischen Formen, der in der Werkstätte Klemm in Colmar gestaltet wurde. Die Seitenaltäre schuf der Offenburger Künstler 1885 Franz Josef Simmler. Weitere Instandsetzungsarbeiten erfuhr die Kirche in den Jahren 1903 sowie von 1926 bis 1928. Bei der letztgenannten Renovierung wurden die Decken von Langhaus und Chor mit Kassetten ausgestaltet.
Nach einem Brand in der Nacht vom 30. auf den 31. Mai 1956 infolge Blitzschlag wurde der Turm wie auch Teile des Kirchenschiffs zerstört. Damit wurden in den Jahren 1956 bis 1957 weitere Erneuerungsarbeiten notwendig, um die Brandschäden zu beseitigen. 1971 ersetzte man den Zelebrationsaltar durch einen marmornen. Der Pforzheimer Künstler Anton Kunz gestaltete das große Hängekreuz, das über dem Altar angebracht wurde. Gleichzeitig ließ man die Reliquien der Kirchenpatrone, des heiligen Fridolin, des heiligen Bruder Klaus von Flue sowie des Markgrafen Bernhard von Baden, in die Langhaussüdwand ein.

## Beschreibung

### Kirchenbau
Die Kirche St. Fridolin steht westlich des Rathauses von Zell im äußeren Innenstadtbereich. Das Langhaus besteht aus einem rechteckigen Saalbau mit Satteldach. An seinen Längsseiten verfügt der Baukörper über jeweils sieben rundbogige Fenster. Der eingezogene Chorbereich schließt sich dem Langhaus an und ist ebenfalls über ein Satteldach gedeckt. An der Südseite ist eine kleine Sakristei angebaut. Im westlich angebauten Turm befindet sich das Hauptportal. Zwei Seiteneingänge befinden sich an den Längsseiten des Langhauses. Der Turm gliedert sich in einen unteren Bereich mit quadratischem Grundriss, der sich nach oben in einen mit oktogonalem Grundriss verjüngt. Sowohl im unteren wie mittleren Geschoss befinden sich nach vier Seiten je eine rundbogige Klangarkade. Das Dach wird von einer spitz zulaufenden, im unteren Bereich leicht eingeknickten, Dachpyramide mit Turmkugel und Kreuz gebildet.

### Innenraum und Ausstattung

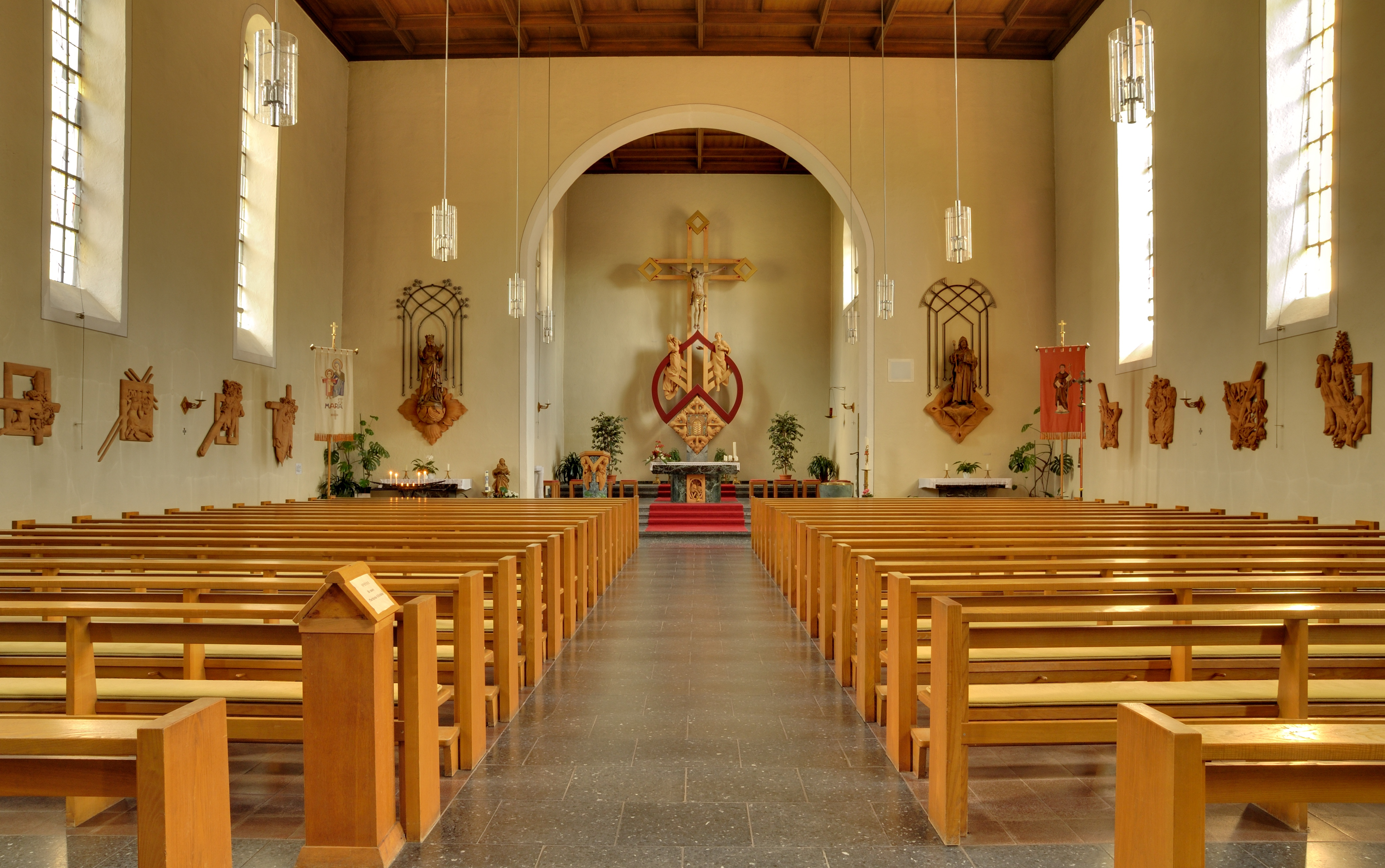
Innenraum in Richtung Chor

Der Innenraum ist mit einer flachen Decke eingezogen. Langhaus und Chor werden mit einem rundbogigen Triumphbogen verbunden. Links des Triumphbogens steht der Muttergottesaltar, rechts der Fridolinsaltar. Die von Simmlers Firmennachfolgern, den Gebrüdern Moroder aus Offenburg, geschaffene Kommunionbank zeigt Reliefdarstellungen der Hochzeit von Kana und des letzten Abendmahls.
Ebenfalls von Moroder stammt die Hängekanzel, welche die Brustbilder der Kirchenväter und die Symbole der vier Evangelisten darstellt. Am Schalldeckel thronen die Gesetzestafeln. Das Langhaus schmücken außerdem vierzehn Kreuzwegstationen.

### Orgel

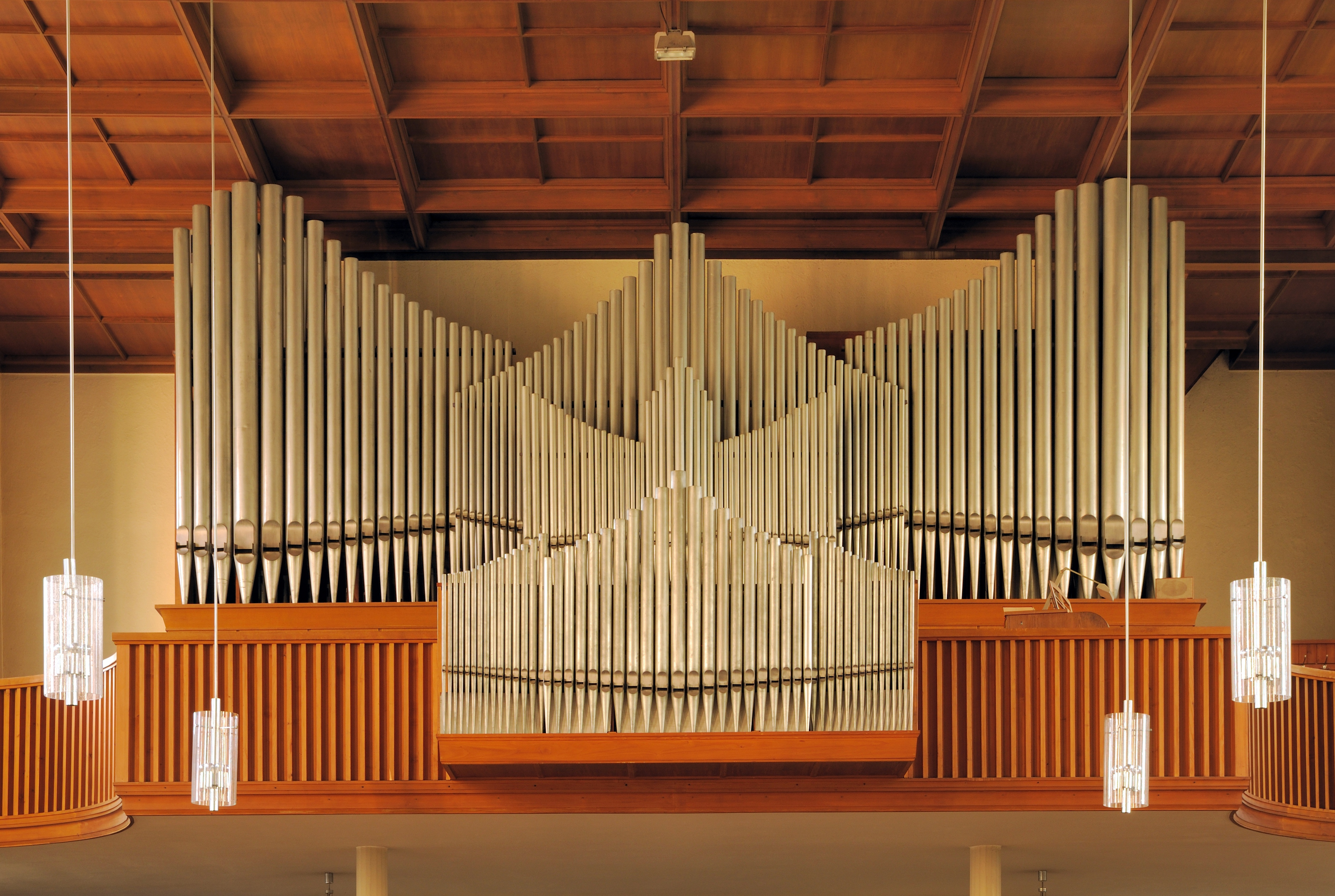
Orgel

Die 1956 von Willy Dold in Freiburg erbaute Orgel steht auf der Empore über dem Eingang. Sie arbeitet mit Kegelladen, einer elektrischen Spiel- und Registertraktur und umfasst mit dem Rückpositiv drei Manuale, einem Pedal und 37 Register.
| I Hauptwerk C–g3 |       |
| Quintade         | 16′   |
| Prinzipal        | 8′    |
| Gedecktpommer    | 8′    |
| Spitzflöte       | 8′    |
| Oktave           | 4′    |
| Rohrflöte        | 4′    |
| Rauschquinte II  | 2 ⁄3′ |
| Schwiegel        | 2′    |
| Mixtur IV-V      | 1 ⁄3′ |
| Trompete         | 8′    |

| II Rückpositiv C–g3 |       |
| Lieblich Gedeckt    | 8′    |
| Prästant            | 4′    |
| Waldflöte           | 2′    |
| Sesquialter II      | 1 ⁄3′ |
| Sifflöte            | 1′    |
| Zimbel III          | 1⁄2′  |
| Krummhorn           | 8′    |
| Tremolo             |       |

| III Schwellwerk C–g3 |        |
| Singend Prinzipal    | 8′     |
| Gedackt              | 8′     |
| Salizional           | 8′     |
| Ital. Prinzipal      | 4′     |
| Koppelflöte          | 4′     |
| Nasat                | 2 ⁄3′  |
| Oktavin              | 2′     |
| Terz                 | 1 3⁄5′ |
| Mixtur IV            | 1′     |
| Dulzian              | 16′    |
| Trompet harmonique   | 8′     |
| Schalmei             | 4′     |
| Tremolo              |        |

| Pedalwerk C–f1    |       |
| Prinzipalbass     | 16′   |
| Subbass           | 16′   |
| Zartbass (aus HW) | 16′   |
| Oktavbass         | 8′    |
| Gedecktbass       | 8′    |
| Choralbass        | 4′    |
| Flachflöte        | 2′    |
| Mixturbass IV     | 2 ⁄3′ |
| Posaune           | 16′   |

- Koppeln: II/I, III/I (auch als Sub- und Superoktavkoppel), III/II, III/III (Superoktavkoppel), I/P, II/P, III/P  (auch als Superoktavkoppel)
- Spielhilfen: 2 freie Kombinationen, 2 Pedal-Kombinationen, Zungeneinzelabsteller

### Glocken und Turmuhr
Das sechsstimmige Bronzegeläut wurde 1957 von F. W. Schilling in Heidelberg gegossen, nachdem das ebenfalls sechsstimmige Vorgängergeläut Mitte der 1950er Jahre durch Blitzschlag zerstört worden war. Das Glockengeläut wurde 2013 einer umfassenden Sanierung unterzogen. Es setzt sich wie folgt zusammen:
| Name                         | Schlagton | Gewicht | Durchmesser |
| ---------------------------- | --------- | ------- | ----------- |
| Dreifaltigkeitsglocke        | cis′      | 1874 kg | 1416 mm     |
| Christus- und Marienglocke   | e′        | 1247 kg | 1225 mm     |
| Fridolinsglocke              | fis′      | 841 kg  | 1079 mm     |
| Engelsglocke                 | gis′      | 579 kg  | 960 mm      |
| Josefsglocke                 | h′        | 418 kg  | 858 mm      |
| Don Bosco- und Odilienglocke | cis′′     | 290 kg  | 760 mm      |

Im Turm befindet sich auch eine Turmuhr, in deren Uhrschlag die Glocken 1 (Stunden) sowie 3 und 4 (Viertelstunden) einbezogen sind. Die Uhrzeit wird auch optisch über Zifferblätter an zwei Seiten des Turms angezeigt.